# Zeuxidia aureliana
Zeuxidia aureliana är en fjärilsart som beskrevs av Eduard Honrath 1889. Zeuxidia aureliana ingår i släktet Zeuxidia och familjen praktfjärilar. Inga underarter finns listade i Catalogue of Life.